# 세토나이카이 국립공원

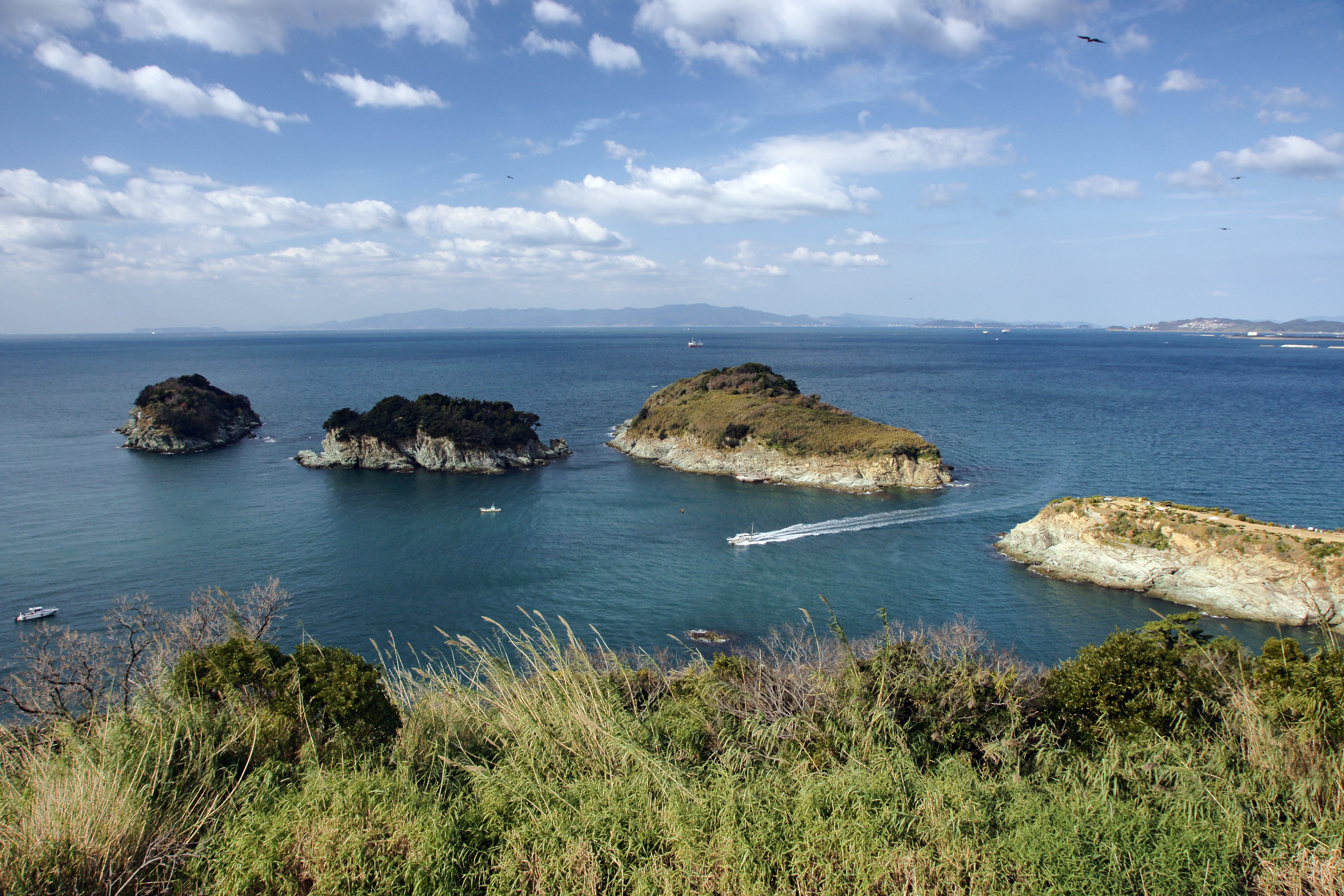

세토나이카이 국립공원(일본어: 瀬戸内海国立公園, せとないかいこくりつこうえん)은 세토 내해를 중심으로 위치한 국립공원이다. 1934년 3월 16일에 운젠아마쿠사 국립공원, 기리시마야쿠 국립공원과 함께, 일본 첫 국립공원으로 지정되었다. 과거 몇차례에 걸쳐서 구역의 변경 등이 있었다.

## 지리

### 면적
- 총면적 - 62,781ha

### 주요한 산
- 롯코 산(효고현 고베시)
- 시우데 산 (가가와현 미토요시)
- 히쓰에이 산(筆影山) (히로시마현 미하라시)
- 노로 산 (히로시마현 구레시)
- 고켄 산 (가가와 현 다카마쓰시)
- 조즈 산 (가가와 현 고토히라 초)
- 다카사키 산 (오이타현 오이타시)

## 같이 보기
- 일본의 국립공원